# Wee Kim Wee
Wee Kim Wee (in cinese 黄金辉; Singapore, 4 novembre 1915 – Singapore, 2 maggio 2005) è stato un politico singaporiano.
È stato il quarto Presidente di Singapore, in carica dal settembre 1985 al settembre 1993.
Dal 1930 al 1973 ha lavorato come giornalista. Dal 1973 al 1984 ha lavorato nel campo della diplomazia come Alto commissario per la Malaysia e anche come ambasciatore prima in Giappone e poi in Corea del Sud.